# Station Haugastøl
Station Haugastøl  is een station in Haugastøl in  de gemeente Hol in Viken in Noorwegen. Haugastøl, op bijna 1000 meter hoogte, ligt aan Bergensbanen. Het stationsgebouw van Haugastøl dateert uit 1908 en is een ontwerp van Paul Armin Due.

## Externe link

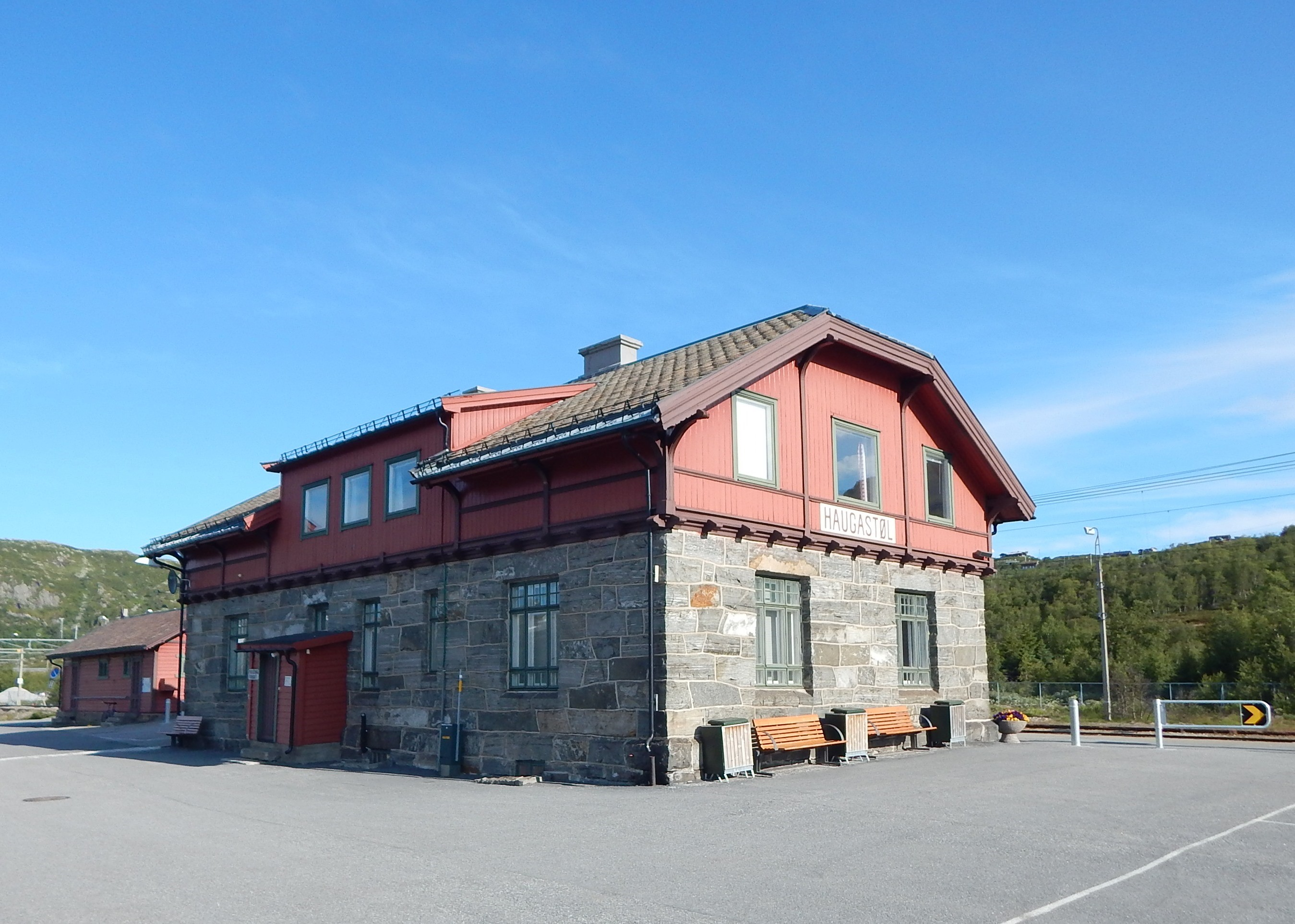
Het stationsgebouw in 2017